# 역류이상적니
《역류이상적니》(逆流而上的你)는 2019년 방송되었던 중국의 드라마이다.

## 소개
- 뜻밖의 실직, 임신, 하룻밤 사이에 파산하게 된 한 여성이 엄마가 된 후, 행복한 삶을 살기 위해 노력하는 이야기를 그린 드라마

## 등장 인물
- 판웨밍 - 양광 역
- 마려 (马丽) - 류아이 역
- 손견 (孙坚) - 저우카이 역
- 이내문 (李乃文) - 왕다첸 역
- 황멍잉 - 가오미 역
- 류위위 (Vieven Liu) - 가오홍치 역
- 자오수전 - 외할머니 역
- 니다훙 - 가오홍빈 역
- 장카이리 - 가오홍매 역
- 류잉룬 (劉穎倫) - 자이난 역
- 장염염 (张棪琰) - 왕위 역